# Lista episoadelor din Garfield și prietenii
Aceasta este o listă de episoade a serialului Garfield și prietenii, un desen animat bazat pe benzile desenate Garfield create de Jim Davis. Serialul a fost difuzat între 1998 și 1994 pentru un total de șapte sezoane și 121 de episoade.

## Episoade
| Premiera originală | N/o | Titlu în engleză |
| ------------------ | --- | --- |
|                    |     | |
| SEZONUL 1          |     | |
|                    |     | |
| 17.09.1988         | 001 | Peace and Quiet |
| 17.09.1988         | 001 | Wanted: Wade |
| 17.09.1988         | 001 | Garfield Goes Hawaiian                                                                                                  |
|                    |     | |
| 24.09.1988         | 002 | Box O' Fun |
| 24.09.1988         | 002 | Unidentified Flying Orson                                                                                               |
| 24.09.1988         | 002 | School Daze |
|                    |     | |
| 01.10.1988         | 003 | Nighty Nightmare |
| 01.10.1988         | 003 | Banana Sound |
| 01.10.1988         | 003 | Ode to Odie |
|                    |     | |
| 15.10.1988         | 004 | Fraidy Cat |
| 15.10.1988         | 004 | Shell Shocked Sheldon                                                                                                   |
| 15.10.1988         | 004 | Nothing to Sneeze At |
|                    |     | |
| 15.10.1988         | 005 | Garfield's Moving Experience                                                                                            |
| 15.10.1988         | 005 | Wade: You're Afraid |
| 15.10.1988         | 005 | Good Mousekeeping |
|                    |     | |
| 22.10.1988         | 006 | Identity Crisis |
| 22.10.1988         | 006 | Bad Sport |
| 22.10.1988         | 006 | Up a Tree |
|                    |     | |
| 29.10.1988         | 007 | Weighty Problem |
| 29.10.1988         | 007 | The Worm Turns |
| 29.10.1988         | 007 | Good Cat, Bad Cat |
|                    |     | |
| 05.11.1988         | 008 | Cabin Fever |
| 05.11.1988         | 008 | Return of Power Pig |
| 05.11.1988         | 008 | Fair Exchange |
|                    |     | |
| 12.11.1988         | 009 | The Binky Show |
| 12.11.1988         | 009 | Keeping Cool |
| 12.11.1988         | 009 | Don't Move! |
|                    |     | |
| 19.11.1988         | 010 | Magic Mutt |
| 19.11.1988         | 010 | Short Story |
| 19.11.1988         | 010 | Monday Misery |
|                    |     | |
| 26.11.1988         | 011 | Best of Breed |
| 26.11.1988         | 011 | National Tapioca Pudding Day                                                                                            |
| 26.11.1988         | 011 | All About Odie |
|                    |     | |
| 03.12.1988         | 012 | Caped Avenger |
| 03.12.1988         | 012 | Shy Fly Guy |
| 03.12.1988         | 012 | Green Thumbs Down |
|                    |     | |
| 10.12.1988         | 013 | Forget Me Not |
| 10.12.1988         | 013 | I Like Having You Around!                                                                                               |
| 10.12.1988         | 013 | Sales Resistance |
|                    |     | |
| SEZONUL 2          |     | |
|                    |     | |
| 16.09.1989         | 014 | Pest of a Guest |
| 16.09.1989         | 014 | The Impractical Joker                                                                                                   |
| 16.09.1989         | 014 | Fat and Furry |
|                    |     | |
| 16.09.1989         | 015 | Rip Van Kitty |
| 16.09.1989         | 015 | Grabbity |
| 16.09.1989         | 015 | The Big Catnap |
|                    |     | |
| 23.09.1989         | 016 | The Great Getaway |
| 23.09.1989         | 016 | Scrambled Eggs |
| 23.09.1989         | 016 | Hansel and Garfield |
|                    |     | |
| 23.09.1989         | 017 | Sludge Monster |
| 23.09.1989         | 017 | Fortune Kookie |
| 23.09.1989         | 017 | Heatwave Holiday |
|                    |     | |
| 30.09.1989         | 018 | One Good Fern Deserves Another                                                                                          |
| 30.09.1989         | 018 | Goody-Go-Round |
| 30.09.1989         | 018 | The Black Book |
|                    |     | |
| 30.09.1989         | 019 | The Legend of the Lake                                                                                                  |
| 30.09.1989         | 019 | Double Oh Orson |
| 30.09.1989         | 019 | Health Feud |
|                    |     | |
| 07.10.1989         | 020 | Binky Gets Cancelled!                                                                                                   |
| 07.10.1989         | 020 | Show Stopppers |
| 07.10.1989         | 020 | Cutie and the Beast |
|                    |     | |
| 07.10.1989         | 021 | The Lasagna Zone |
| 07.10.1989         | 021 | Sleepytime Pig |
| 07.10.1989         | 021 | Yojumbo |
|                    |     | |
| 14.10.1989         | 022 | Pros and Cons |
| 14.10.1989         | 022 | Rooster Revenge |
| 14.10.1989         | 022 | Lights! Camera! Garfield!                                                                                               |
|                    |     | |
| 14.10.1989         | 023 | Polecat Flats |
| 14.10.1989         | 023 | Hogcules |
| 14.10.1989         | 023 | Brain Boy |
|                    |     | |
| 21.10.1989         | 024 | Maine Course |
| 21.10.1989         | 024 | No Laughing Matter |
| 21.10.1989         | 024 | Attack of the Mutant Gupples                                                                                            |
|                    |     | |
| 21.10.1989         | 025 | Robudie |
| 21.10.1989         | 025 | First Aid Wade |
| 21.10.1989         | 025 | Video Victim |
|                    |     | |
| 28.10.1989         | 026 | The Curse of Klopman |
| 28.10.1989         | 026 | Mud Sweet Mud |
| 28.10.1989         | 026 | Rainy Day Dreams |
|                    |     | |
| 28.10.1989         | 027 | Basket Brawl |
| 28.10.1989         | 027 | Origin of Power Pig! |
| 28.10.1989         | 027 | Cactus Jake Rides Again                                                                                                 |
|                    |     | |
| 04.11.1989         | 028 | Binky Goes Bad! |
| 04.11.1989         | 028 | Barn of Fear |
| 04.11.1989         | 028 | Mini Mall Matters |
|                    |     | |
| 11.11.1989         | 029 | Attention Getting Garfield                                                                                              |
| 11.11.1989         | 029 | Swine Trek |
| 11.11.1989         | 029 | It Must Be True! |
|                    |     | |
| 18.11.1989         | 030 | Arrivaderci, Odie! |
| 18.11.1989         | 030 | Gort Goes Good |
| 18.11.1989         | 030 | Feeling Feline |
|                    |     | |
| 18.11.1989         | 031 | The Bear Facts |
| 18.11.1989         | 031 | Nothing to be Afraid Of                                                                                                 |
| 18.11.1989         | 031 | Big Talker |
|                    |     | |
| 25.11.1989         | 032 | Cactus Makes Perfect |
| 25.11.1989         | 032 | Hogcules II |
| 25.11.1989         | 032 | Crime and Nourishment                                                                                                   |
|                    |     | |
| 25.11.1989         | 033 | T.V. of Tomorrow |
| 25.11.1989         | 033 | Little Red Riding Egg                                                                                                   |
| 25.11.1989         | 033 | Well Fed Feline |
|                    |     | |
| 02.12.1989         | 034 | Invasion of the Big Robots                                                                                              |
| 02.12.1989         | 034 | Shelf Esteem |
| 02.12.1989         | 034 | Housebreak Hotel |
|                    |     | |
| 02.12.1989         | 035 | First Class Feline |
| 02.12.1989         | 035 | Hamelot |
| 02.12.1989         | 035 | How to be Funny |
|                    |     | |
| 09.12.1989         | 036 | Mystic Manor |
| 09.12.1989         | 036 | Flop Goes the Weasel |
| 09.12.1989         | 036 | The Legend of Long Jon                                                                                                  |
|                    |     | |
| 09.12.1989         | 037 | China Cat |
| 09.12.1989         | 037 | Cock-A-Doodle Dandy |
| 09.12.1989         | 037 | Beach Bozo |
|                    |     | |
| 16.12.1989         | 038 | Lemon Aid |
| 16.12.1989         | 038 | Hog Noon |
| 16.12.1989         | 038 | Video Airlines |
|                    |     | |
| 16.12.1989         | 039 | The Mail Animal |
| 16.12.1989         | 039 | Peanut-Brained Rooster                                                                                                  |
| 16.12.1989         | 039 | Mummy Dearest |
|                    |     | |
| SEZONUL 3          |     | |
|                    |     | |
| 15.09.1990         | 040 | Skyway Robbery |
| 15.09.1990         | 040 | The Bunny Rabbits is Coming!                                                                                            |
| 15.09.1990         | 040 | Close Encounters of the Garfield Kind                                                                                   |
|                    |     | |
| 15.09.1990         | 041 | Astrocat |
| 15.09.1990         | 041 | Cock-A-Doodle Duel |
| 15.09.1990         | 041 | Cinderella Cat |
|                    |     | |
| 22.09.1990         | 042 | Ship Shape |
| 22.09.1990         | 042 | Barn of Fear II |
| 22.09.1990         | 042 | Break-a-Leg |
|                    |     | |
| 22.09.1990         | 043 | Twice Told Tale |
| 22.09.1990         | 043 | Orson Goes to Vacation                                                                                                  |
| 22.09.1990         | 043 | Wedding Bell Blues |
|                    |     | |
| 29.09.1990         | 044 | Clean Sweep |
| 29.09.1990         | 044 | Secrets of the Animated Cartoon                                                                                         |
| 29.09.1990         | 044 | How the West was Lost                                                                                                   |
|                    |     | |
| 29.09.1990         | 045 | Binky Gets Cancelled Again!                                                                                             |
| 29.09.1990         | 045 | Orson's Diner |
| 29.09.1990         | 045 | Flat Tired |
|                    |     | |
| 06.10.1990         | 046 | Return of the Buddy Bears                                                                                               |
| 06.10.1990         | 046 | Much Ado About Lanolin                                                                                                  |
| 06.10.1990         | 046 | Reigning Cats and Dogs                                                                                                  |
|                    |     | |
| 06.10.1990         | 047 | Fit for a King |
| 06.10.1990         | 047 | Ben Hog |
| 06.10.1990         | 047 | Dessert in the Desert                                                                                                   |
|                    |     | |
| 13.10.1990         | 048 | Hound of the Arbuckles                                                                                                  |
| 13.10.1990         | 048 | Read Alert |
| 13.10.1990         | 048 | Urban Arbuckle |
|                    |     | |
| 13.10.1990         | 049 | Odielocks and the Three Cats                                                                                            |
| 13.10.1990         | 049 | Quack of the Future |
| 13.10.1990         | 049 | Beddy Buy |
|                    |     | |
| 20.10.1990         | 050 | Count Lasagna |
| 20.10.1990         | 050 | Mystery Guest |
| 20.10.1990         | 050 | Rodent Rampage |
|                    |     | |
| 20.10.1990         | 051 | The Feline Felon |
| 20.10.1990         | 051 | The Legal Eagle |
| 20.10.1990         | 051 | The Cactus Saga |
|                    |     | |
| 27.10.1990         | 052 | D.J. Jon |
| 27.10.1990         | 052 | Cornfinger |
| 27.10.1990         | 052 | Five Minute Warning |
|                    |     | |
| 27.10.1990         | 053 | Wonderful World |
| 27.10.1990         | 053 | The Orson Awards |
| 27.10.1990         | 053 | The Garfield Workout |
|                    |     | |
| 03.11.1990         | 054 | All Things Fat and Small                                                                                                |
| 03.11.1990         | 054 | Robin Hog |
| 03.11.1990         | 054 | Hare Replacement |
|                    |     | |
| 10.11.1990         | 055 | Stick to It |
| 10.11.1990         | 055 | Orson in Wonderland |
| 10.11.1990         | 055 | For Cats Only |
|                    |     | |
| 17.11.1990         | 056 | Mistakes Will Happen |
| 17.11.1990         | 056 | The Well Dweller |
| 17.11.1990         | 056 | The Wise Man |
|                    |     | |
| 17.11.1990         | 057 | Star Struck |
| 17.11.1990         | 057 | Election Daze |
| 17.11.1990         | 057 | Dirty Business |
|                    |     | |
| SEZONUL 4          |     | |
|                    |     | |
| 14.09.1991         | 058 | Moo Cow Mutt |
| 14.09.1991         | 058 | Big Bad Buddy Bird |
| 14.09.1991         | 058 | Angel Puss |
|                    |     | |
| 14.09.1991         | 059 | Trial and Error |
| 14.09.1991         | 059 | An Egg-Citing Story |
| 14.09.1991         | 059 | Supermarket Mania |
|                    |     | |
| 21.09.1991         | 060 | The Legend of Cactus Jupiter                                                                                            |
| 21.09.1991         | 060 | Birthday Boy Ron |
| 21.09.1991         | 060 | Jukebox Jon |
|                    |     | |
| 21.09.1991         | 061 | Squeak Previews |
| 21.09.1991         | 061 | Dr. Jekyll and Mr. Wade                                                                                                 |
| 21.09.1991         | 061 | A Tall Tale |
|                    |     | |
| 28.09.1991         | 062 | Frankenstein Feline |
| 28.09.1991         | 062 | Weatherman Wade |
| 28.09.1991         | 062 | Fill-in Feline |
|                    |     | |
| 28.09.1991         | 063 | Polar Pussycat |
| 28.09.1991         | 063 | Over the Rainbow |
| 28.09.1991         | 063 | Remote Possibilities |
|                    |     | |
| 05.10.1991         | 064 | Night of the Living Laundromat                                                                                          |
| 05.10.1991         | 064 | Fast Food |
| 05.10.1991         | 064 | Cash and Carry |
|                    |     | |
| 05.10.1991         | 065 | Speed Trap |
| 05.10.1991         | 065 | Flights of Fantasy |
| 05.10.1991         | 065 | Castaway Cat |
|                    |     | |
| 12.10.1991         | 066 | Mind Over Matter |
| 12.10.1991         | 066 | Orson at the Bat |
| 12.10.1991         | 066 | The Multiple Choice Cartoon                                                                                             |
|                    |     | |
| 12.10.1991         | 067 | Galactic Salesman Garfield                                                                                              |
| 12.10.1991         | 067 | Sly Spy Guy |
| 12.10.1991         | 067 | The Thing That Stayed Forever                                                                                           |
|                    |     | |
| 19.10.1991         | 068 | Bouncing Baby Blues |
| 19.10.1991         | 068 | The Ugly Duckling |
| 19.10.1991         | 068 | Learning Lessons |
|                    |     | |
| 19.10.1991         | 069 | Robodie II |
| 19.10.1991         | 069 | For Butter or Worse |
| 19.10.1991         | 069 | Annoying Things |
|                    |     | |
| 26.10.1991         | 070 | Guaranteed Trouble |
| 26.10.1991         | 070 | Fan Clubbing |
| 26.10.1991         | 070 | A Jarring Experience |
|                    |     | |
| 02.11.1991         | 071 | The Idol of Id |
| 02.11.1991         | 071 | Bedtime Story Blues |
| 02.11.1991         | 071 | Mamma Manicotti |
|                    |     | |
| 09.11.1991         | 072 | The Pizza Patrol |
| 09.11.1991         | 072 | The Son Also Rises |
| 09.11.1991         | 072 | Rolling Romance |
|                    |     | |
| 09.11.1991         | 073 | The Automated Animated Adventure                                                                                        |
| 09.11.1991         | 073 | It's a Wonderful Wade                                                                                                   |
| 09.11.1991         | 073 | Truckin' Odie |
|                    |     | |
| SEZONUL 5          |     | |
|                    |     | |
| 19.09.1992         | 074 | Home Away from Home |
| 19.09.1992         | 074 | Rainy Day Bot |
| 19.09.1992         | 074 | Odie the Amazing |
|                    |     | |
| 19.09.1992         | 075 | The First Annual Garfield Watchers Test Quiz                                                                            |
| 19.09.1992         | 075 | Stark Raven Mad |
| 19.09.1992         | 075 | The Record Breaker |
|                    |     | |
| 26.09.1992         | 076 | Renewed Terror |
| 26.09.1992         | 076 | Badtime Story |
| 26.09.1992         | 076 | Tooth or Dare |
|                    |     | |
| 26.09.1992         | 077 | Country Cousin |
| 26.09.1992         | 077 | The Name Game |
| 26.09.1992         | 077 | The Carnival Curse |
|                    |     | |
| 03.10.1992         | 078 | Home Sweet Swindler |
| 03.10.1992         | 078 | Forget-Me-Not Newton |
| 03.10.1992         | 078 | The Great Inventor |
|                    |     | |
| 03.10.1992         | 079 | Taste Makes Waist |
| 03.10.1992         | 079 | The Wolf Who Cried Boy                                                                                                  |
| 03.10.1992         | 079 | Day of Doom |
|                    |     | |
| 10.10.1992         | 080 | The Kitty Council |
| 10.10.1992         | 080 | The Bo Show |
| 10.10.1992         | 080 | Bad Neighbor Policy |
|                    |     | |
| 10.10.1992         | 081 | Canvas Back Cat |
| 10.10.1992         | 081 | Make Believe Moon |
| 10.10.1992         | 081 | The Creature that Lived in the Refrigerator, Behind the Mayonnaise, Next to the Ketchup and to the Left of the Coleslaw |
|                    |     | |
| 17.10.1992         | 082 | Airborne Odie |
| 17.10.1992         | 082 | Once Upon a Time Warp                                                                                                   |
| 17.10.1992         | 082 | Bride and Broom |
|                    |     | |
| 17.10.1992         | 083 | Cute for Loot |
| 17.10.1992         | 083 | The Caverns of Cocoa |
| 17.10.1992         | 083 | Dream Date |
|                    |     | |
| 24.10.1992         | 084 | The Worst Pizza in the History of Mankind                                                                               |
| 24.10.1992         | 084 | Jack II: The Rest of the Story                                                                                          |
| 24.10.1992         | 084 | The Garfield Opera |
|                    |     | |
| 24.10.1992         | 085 | Dummy of Danger |
| 24.10.1992         | 085 | Sooner or Later |
| 24.10.1992         | 085 | Jumping Jon |
|                    |     | |
| 31.10.1992         | 086 | Sound Judgment |
| 31.10.1992         | 086 | Gross Encounters |
| 31.10.1992         | 086 | The Perils of Penelope                                                                                                  |
|                    |     | |
| 31.10.1992         | 087 | The Cartoon Cat Conspiracy                                                                                              |
| 31.10.1992         | 087 | Who Done It? |
| 31.10.1992         | 087 | Picnic Panic |
|                    |     | |
| 07.11.1992         | 088 | Ghost of a Chance |
| 07.11.1992         | 088 | Roy Gets Sacked |
| 07.11.1992         | 088 | Revenge of the Living Lunch!                                                                                            |
|                    |     | |
| 07.11.1992         | 089 | Super Sonic Seymour |
| 07.11.1992         | 089 | A Mildly Mental Mix-Up                                                                                                  |
| 07.11.1992         | 089 | The Garfield Rap |
|                    |     | |
| SEZONUL 6          |     | |
|                    |     | |
| 18.09.1993         | 090 | A Vacation From His Senses                                                                                              |
| 18.09.1993         | 090 | The Incredibly Stupid Swamp Monster                                                                                     |
| 18.09.1993         | 090 | Dread Giveaway |
|                    |     | |
| 18.09.1993         | 09  | The Wright Stuff |
| 18.09.1993         | 09  | Orson Express |
| 18.09.1993         | 09  | Safe at Home |
|                    |     | |
| 25.09.1993         | 092 | Jon the Barbarian |
| 25.09.1993         | 092 | Uncle Roy to the Rescue                                                                                                 |
| 25.09.1993         | 092 | The Kitten and the Council                                                                                              |
|                    |     | |
| 25.09.1993         | 093 | Next Door Nuisance |
| 25.09.1993         | 093 | What's It All About, Wade?                                                                                              |
| 25.09.1993         | 093 | Bigfeetz |
|                    |     | |
| 02.10.1993         | 094 | Canine Conspiracy |
| 02.10.1993         | 094 | Snow Wade and the 77 Dwarfs (Part 1)                                                                                    |
| 02.10.1993         | 094 | The Genuine Article |
|                    |     | |
| 02.10.1993         | 095 | The Best Policy |
| 02.10.1993         | 095 | Snow Wade and the 77 Dwarfs (Part 2)                                                                                    |
| 02.10.1993         | 095 | Fishy Feline |
|                    |     | |
| 09.10.1993         | 096 | The Pie-Eyed Piper |
| 09.10.1993         | 096 | Fine-Feathered Funny Man                                                                                                |
| 09.10.1993         | 096 | Sweet Tweet Treat |
|                    |     | |
| 09.10.1993         | 097 | The Floyd Story |
| 09.10.1993         | 097 | How Now, Stolen Cow? |
| 09.10.1993         | 097 | The Second Penelope Episode                                                                                             |
|                    |     | |
| 16.10.1993         | 098 | Dr. Jekyll and Mr. Mouse                                                                                                |
| 16.10.1993         | 098 | Payday Mayday |
| 16.10.1993         | 098 | How to Drive Humans Crazy                                                                                               |
|                    |     | |
| 16.10.1993         | 099 | Date of Disaster |
| 16.10.1993         | 099 | A Little Time-Off |
| 16.10.1993         | 099 | The Longest Doze |
|                    |     | |
| 23.10.1993         | 100 | Stairway to Stardom |
| 23.10.1993         | 100 | Return of the Incredibly Stupid Swamp Monster                                                                           |
| 23.10.1993         | 100 | The Life and Times of the Lasagna Kid                                                                                   |
|                    |     | |
| 23.10.1993         | 101 | Magic, Monsters and Manicotti                                                                                           |
| 23.10.1993         | 101 | The Midnight Ride of Paul Revere's Duck                                                                                 |
| 23.10.1993         | 101 | Unreal Estate |
|                    |     | |
| 30.10.1993         | 102 | Lost and Foundling |
| 30.10.1993         | 102 | Winter Wonderland |
| 30.10.1993         | 102 | Films and Felines |
|                    |     | |
| 30.10.1993         | 103 | The Garfield Musical |
| 30.10.1993         | 103 | Mind Over Melvin |
| 30.10.1993         | 103 | Madman Meets His Match                                                                                                  |
|                    |     | |
| 06.11.1993         | 104 | Knights and Daze |
| 06.11.1993         | 104 | Holiday Happening |
| 06.11.1993         | 104 | Jailbird Jon |
|                    |     | |
| 06.11.1993         | 105 | The Third Penelope Episode                                                                                              |
| 06.11.1993         | 105 | Hare Force |
| 06.11.1993         | 105 | Garfield's Garbage Can and Tin Pan Alley Revue                                                                          |
|                    |     | |
| SEZONUL 7          |     | |
|                    |     | |
| 17.09.1994         | 106 | The Legend of Johnny Ragweedseed                                                                                        |
| 17.09.1994         | 106 | Grape Expectations (Part 1)                                                                                             |
| 17.09.1994         | 106 | Catch as Cats Can't |
|                    |     | |
| 17.09.1994         | 107 | A Matter of Conscience                                                                                                  |
| 17.09.1994         | 107 | Grape Expectations (Part 2)                                                                                             |
| 17.09.1994         | 107 | Top Ten |
|                    |     | |
| 24.09.1994         | 108 | Change of Mind |
| 24.09.1994         | 108 | Temp Trouble |
| 24.09.1994         | 108 | The Perfect Match |
|                    |     | |
| 24.09.1994         | 109 | My Fair Feline |
| 24.09.1994         | 109 | Double Trouble Talk |
| 24.09.1994         | 109 | Half-Baked Alaska |
|                    |     | |
| 01.10.1994         | 110 | Puss in Hi-Tops |
| 01.10.1994         | 110 | Egg Over Easy (Part 1)                                                                                                  |
| 01.10.1994         | 110 | The Beast From Beyond                                                                                                   |
|                    |     | |
| 01.10.1994         | 111 | Model Behavior |
| 01.10.1994         | 111 | Egg Over Easy (Part 2)                                                                                                  |
| 01.10.1994         | 111 | Another Ant Episode |
|                    |     | |
| 08.10.1994         | 112 | The Guy of Her Dreams                                                                                                   |
| 08.10.1994         | 112 | The Discount of Monte Cristo                                                                                            |
| 08.10.1994         | 112 | The Fairy Dogmother |
|                    |     | |
| 08.10.1994         | 113 | The Stand-Up Mouse |
| 08.10.1994         | 113 | The Daydream Doctor |
| 08.10.1994         | 113 | Happy Garfield Day |
|                    |     | |
| 15.10.1994         | 114 | Sit on It |
| 15.10.1994         | 114 | Kiddy Korner |
| 15.10.1994         | 114 | Brainwave Broadcast |
|                    |     | |
| 22.10.1994         | 115 | Suburban Jungle |
| 22.10.1994         | 115 | The Thing in the Box |
| 22.10.1994         | 115 | The Feline Philosopher                                                                                                  |
|                    |     | |
| 29.10.1994         | 116 | Thoroughly Mixed-Up Mouse                                                                                               |
| 29.10.1994         | 116 | The Old Man of the Mountain                                                                                             |
| 29.10.1994         | 116 | Food Fighter |
|                    |     | |
| 05.11.1994         | 117 | The Jelly Roger |
| 05.11.1994         | 117 | The Farmyard Feline Philosopher                                                                                         |
| 05.11.1994         | 117 | Dogmother II |
|                    |     | |
| 19.11.1994         | 118 | Alley Kata and the 40 Thieves                                                                                           |
| 19.11.1994         | 118 | If It's Tuesday Then It Must Be Alpha Centauri                                                                          |
| 19.11.1994         | 118 | Clash of the Titans |
|                    |     | |
| 26.11.1994         | 119 | Canned Laughter |
| 26.11.1994         | 119 | Deja Vu |
| 26.11.1994         | 119 | The Man Who Hated Cats                                                                                                  |
|                    |     | |
| 03.12.1994         | 120 | The Horror Hostess (Part 1)                                                                                             |
| 03.12.1994         | 120 | Newsworthy Wade |
| 03.12.1994         | 120 | The Horror Hostess (Part 2)                                                                                             |
|                    |     | |
| 10.12.1994         | 121 | Arbuckle the Invincible                                                                                                 |
| 10.12.1994         | 121 | The Monster Who Couldn't Scare Anybody                                                                                  |
| 10.12.1994         | 121 | The Ocean Blue |

## Crossover special (1990)
| Titlu | Regizat de                                                                                              | Scris de                  | Premiera originală | Premiera în U.K. |
| --- | --- | ------------------------- | ------------------ | ---------------- |
| Cartoon All-Stars to the Rescue | Directed by: Milton Gray, Marsh Lamore, Bob Shellhorn, Mike Svayko Supervising director: Karen Peterson | Duane Poole and Tom Swale | 21 aprilie 1990    | 22.06.1990       |
| Michael este un tânăr adolescent care consumă marijuana și îi fură berea tatălui său. Sora lui mai mică, Corey, este permanent îngrijorată pentru el, deoarece a început să acționeze diferit. În momentul în care pușculița sa dispare, jucăriile sale de desen animat prind viață pentru al ajuta să o găsească. După ce au descoperit-o în camera lui Michael împreună cu drogurile sale de, personajele de desene animate continuă să lucreze împreună și să-l ducă într-o călătorie fantezistă pentru a-i învăța riscurile și consecințele pe care le poate aduce o viață a consumului de droguri. | |                           |                    |                  |